# Cocatherium
Cocatherium — вимерлий рід сумчастих ссавців із невизначеним розміщенням родини, що походить з найдавнішого палеоцену (раннього данського ярусу) Південної Америки. Рід був описаний на основі викопного моляра, знайденого в данській частині крейдяно-палеогенової формації Лефіпан у басейні Каньядон Асфальто на півночі центральної Патагонії, Аргентина. Типовим видом роду є C. lefipanum. Ссавець, ймовірно, належить до Polydolopimorphia, є найдавнішим відомим представником сумчастих або будь-яких теріанських ссавців у Південній півкулі.